# Miganga
Miganga ist ein ländlicher Verwaltungsbezirk (englisch Ward) des Distrikts Mkalama in der tansanischen Region Singida.

## Geografie
Miganga ist ein Bezirk im nördlichen Zentralteil von Tansania etwa 60 Kilometer Luftlinie nördlich der Regionshauptstadt Singida. Bei der Volkszählung 2022 lebten 9941 Menschen in 2061 Haushalten auf einer Fläche von 92 Quadratkilometern.
Der Bezirk grenzt an fünf Bezirke des Distrikts Mkalama:
| Ibaga   | Nkinto                                      |           |
| Gumanga | Kompassrose, die auf Nachbargemeinden zeigt | Nkalakala |
|         | Nduguti                                     |           |

## Gliederung
Der Bezirk besteht aus vier Gemeinden (swahili Mtaa) mit 24 Orten (Kitongoji):
| Miganga - Malala - Solobea - Mninga - Mkese - Barabarani | Ipuli - Mkola - Kinampanda - Mpande A - Mpande B - Ipuli A - Ipuli B - Makaka A - Makaka B - Jengalangulu | Kinandili - Kinandili - Mwando - Ishekese - Kinamjungu - Msumba | Mgolombyo - Mgolombyo - Kisiwani - Mgumo - Msui - Lugongo |

## Infrastruktur
- Bildung: Die Miganga Secondary School ist eine staatliche weiterführende Schule, die Tagesschüler bis zur 4. Stufe ausbildet.[7]
- Gesundheit: In Miganga befindet sich eine öffentliche Apotheke.[8]